# Szojuz T–3
Szojuz T–3 (oroszul: Союз T–3) szovjet háromszemélyes (T = Transzportnij; magyarul: szállító) szabványos rendszerben (teljes modernizációval) épített, napelemtáblákkal kiegészített Szojuz űrhajó (7K-SZT). Az űrhajóban űrruhában is elférnek a program résztvevői. A Szaljut–6 űrállomásra szállított legénységet.

## Küldetés
Feladata a jelentős változtatásokon átesett űrhajó további emberes berepülése, az űrállomás ellenőrzése, javítása, valamint folytatni az előírt navigációs, csillagászati, műszaki, légkörkutatási, földfotózási, földmegfigyelési, orvosi és biológiai kutatási programot. Kötelességük volt az állandó személyzet pihenését biztosítani.

## Jellemzői
Központi tervező iroda CKBEM <= Центральное конструкторское бюро экспериментального машиностроения (ЦКБЕМ)> (OKB-1 <= ОКБ-1>, most OAO RKK Energiya im. SP Korolev <= ОАО РКК Энергия им. С. П. Королёва> – Központi Kísérleti Gépgyártási Tervezőiroda). Az űrhajót kis átalakítással emberes programra, teherszállításra és mentésre (leszállásra) tervezték.
1980. november 27-én a bajkonuri űrrepülőtér indítóállomásról egy Szojuz hordozórakéta (11А511U) juttatta Föld körüli, közeli körpályára. Az orbitális egység pályája 88.7 perces, 51.6 fokos hajlásszögű, elliptikus pálya-perigeuma 200 kilométer, apogeuma 251 kilométer volt. Hasznos tömege 6850 kilogramm. Szerkezeti felépítését tekintve a modernizált Szojuz űrhajó napelemtáblás változatával megegyező. Akkumulátorait az űrállomás/saját napelemtáblái által előállított energiával tartották üzemkész állapotban. November 28-án 16 óra 54 perckor automatikusan összekapcsolódott az űrállomás I. dokkoló helyével, szembe a Progressz–11 teherűrhajóval. Összesen 12 napot, 19 órát, 7 percet és 42 másodpercet töltött a világűrben, 204 alkalommal kerülte meg a Földet.
Előzetes kísérleti repüléseket végeztek a Koszmosz–670, Koszmosz–772, Koszmosz–869, Koszmosz–1001 és a Koszmosz–1074 űreszközökkel. A Szojuz T űrhajók (modernizált Szojuz űrhajó) kifejlesztésével biztosították az Interkozmosz, a Szovjetunió és kelet-európai országok közös, emberes űrkutatási programjához az embert szállító eszközt, elősegítve a Szaljut űrállomásokra történő alaplegénység váltását, valamint a látogatók fogadását. Új navigációs rendszer került beépítésre, teljes szkafanderes felszerelésben három űrhajóst szállíthat, a beépített nagy teljesítményű, Argon számítógép automatikus segítséget nyújt a csatlakozáshoz, visszatéréshez. A leszálló kabin leválasztható lett az orbitális egységtől, így kisebb tömeget kell visszatérésnél lefékezni.
December 10-én belépett a légkörbe, a leszállás hagyományos módon – ejtőernyős leereszkedés – történt, Zsezkazgantól 130 kilométerre délkeletre értek Földet.

## Személyzet
(zárójelben a küldetések száma a Szojuz T-3-mal együtt)
- Leonyid Kizim (1) – parancsnok
- Oleg Grigorjevics Makarov (4)
- Gennagyij Mihajlovics Sztrekalov (1)

Tartalék személyzet
- Valerij Vlagyimirovics Poljakov űrhajós parancsnok
- Viktor Petrovics Szavinih fedélzeti mérnök
- Vaszilij Grigorjevics Lazarev dr. orvos űrhajós